# メガロックショー
『メガロックショー』は、1991年4月6日から1992年4月4日までNHK総合テレビジョンで放送されていた音楽番組である。

## 概要
国内のロックアーティストをゲストに迎え、彼らの演奏を最新の音楽情報とともに伝える若者向け音楽番組。番組当初のは、ベテランまたは中堅のアーティストと、デビューしたてのアーティストによるセッションを目玉としていた。

## 放送日
総合にて、土曜14時台から17時台に放送。
1. 1991年4月6日
2. 1991年5月11日
3. 1991年6月8日
4. 1991年8月3日
5. 1991年9月7日
6. 1991年10月5日
7. 1991年12月7日
8. 1992年1月11日
9. 1992年3月7日
10. 1992年4月4日

## 出演者
司会
- 杏子
- 爆笑問題
- 元気いいぞう

主なゲスト
- JUN SKY WALKER(S)
- カブキロックス
- レピッシュ
- LINDBERG
- ニューロティカ
- PINK SAPPHIRE
- SOFT BALLET
- THE BLUE HEARTS
- チェッカーズ
- TMN
- X
- 爆風スランプ
- 電気グルーヴ
- GO-BANG'S

## スタッフ
構成
- 渋谷陽一
- 榎雄一郎
- 齋藤貴義